# جنگنده سنگین

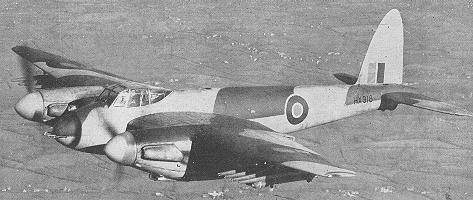
جنگنده سنگین دی هاویلند موسکیتو، جنگنده سنگین بریتانیایی

جنگنده سنگین نوعی هواگرد جنگنده است که برای حمل سلاح‌های سنگین‌تر و عملیات در بردهای طولانی‌تر از جنگنده‌های سبک طراحی شده‌باشد.